# 散花女俠
《散花女俠》，是梁羽生於1960年至1961年其間發表的武俠小說，本書上承《萍蹤俠影錄》張丹楓、雲蕾事跡，寫其徒弟于承珠及張玉虎故事，又及霍天都、凌雲鳳情節，開拓《七劍下天山》系列。

## 出版
由1960年2月23日至1961年6月22日，在香港《大公報．小說林》連載。最後定本共36回。

## 重要人物
- 承珠：「散花女俠」，于謙之女，張丹楓之徒。
- 鐵鏡心：石驚濤的大徒弟。
- 葉成林：葉宗留之侄，張丹楓師伯董岳門下大弟子－史定山之徒。
- 張丹楓：「天下第一劍客」，「四大劍客」之首，于承珠之師。
- 小虎子：張風府之子，張丹楓之徒。

## 故事簡介
「散花女俠」于承珠，為明代名臣于謙之女。于謙因明室太上皇與皇帝爭權，以致枉死，于承珠遂要為父親冤案平反。「震三界」畢道凡後人畢擎天，趁明朝土木堡之變後，處於弱勢，天下板蕩，意欲繼承先祖遺志問鼎天下，在北五省綠林英雄大會上，奪取盟主之位，集結天下英豪以逞其計，及後甚至翻手為雲，覆手為雨，分化義軍，鞏固權力。
于承珠奉師父張丹楓之命，投入義軍陣營，為天下黎民百姓，意欲遏止畢擎天為一姓一家，挑起戰端，並與同門抵抗倭寇入侵。其間亦與朝廷爪牙高手展開龍爭虎鬥。
本書以女角為主線，在武俠小說較少見。最可觀之處為于承珠如何處理男女之間的感情，寫得異常細膩動人。于承珠年輕美貌，武功高強，初歷江湖，便陷入四角戀愛之中。于承珠中意同門師兄葉成林與貴介公子鐵鏡心兩人。兩人一則暗藏心意，一則明表心曲。論兩者之為人，葉成林有如雲貴高原上的大青樹，鐵鏡心則是江南園林中的玫瑰花。加上畢擎天不時的糾纏，令四人之間的感情更形複雜。

## 小說目錄
- 第一回　古道山村　頑童驚俠士　深宵石室　秘詔嚇鏢師
- 第二回　劍影刀光　奸人戕義士　天愁地暗　皇室殺忠臣
- 第三回　大棒搴旗　禁城來大盜　散花拒敵　夜半失人頭
- 第四回　駿馬嘶風　少年顯身手　高人送帖　莊主薦龍頭
- 第五回　壯志凌雲　棒驚名劍客　妄言惹怒　劍刺大龍頭
- 第六回　敗寇成王　道旁談史事　傷心驚變　湖上起風波
- 第七回　寂寂山莊　師門情眷戀　茫茫湖水　俠女意悽愴
- 第八回　駿馬嘶風　散花驚妙技　神拳卻敵　飛矢射強仇
- 第九回　潑酒鬥凶頑　夜奔荒野　傳書邀抗敵　義薄雲天
- 第十回　小鎮聚英豪　金刀殺敵　長江逢秀士　銀劍誅倭
- 第十一回　青劍驚濤　疑雲迷俠女　公堂看審　正氣凜強梁
- 第十二回　草莽英豪　揮戈同抗日　玉堂公子　劃策托空言
- 第十三回　空讀兵書　戰場驚中伏　出身田畝　草莽有奇才
- 第十四回　繞樹穿花　書生疑玉女　興波作浪　國手鬥龍頭
- 第十五回　拍岸驚濤　芳心隨逝水　衝波海燕　壯志欲凌雲
- 第十六回　海角風雲　英雄奪寶劍　苗區怪事　稚子作新郎
- 第十七回　古堡奇情　魔頭開夜宴　深宵異事　公主到苗疆
- 第十八回　手發金球　通玄參妙理　口吞火劍　炫技駭閒人
- 第十九回　神廟驚心　忠臣受香火　龍門縱目　玉女動情懷
- 第二十回　牢底救人　神通來異士　筵前罵敵　正氣屬娥眉
- 第廿一回　水榭劍光寒　楊枝挫敵　石林奇景現　駿馬追風
- 第廿二回　彈指神通　少年顯身手　飛花絕技　女俠服強人
- 第廿三回　往事如煙　罡風吹已散　前塵若夢　死水又重波
- 第廿四回　王府逞才華　聯題佳句　魔頭施毒手　共闖名山
- 第廿五回　較技蒼山　高峰騰劍氣　泛舟洱海　月夜動情懷
- 第廿六回　踏雪神駒　旅途傳警報　凌雲一鳳　半道劫鏢銀
- 第廿七回　寶劍金花　雙英施絕技　仁心俠骨　一諾救鏢師
- 第廿八回　雪夜步梅林　相憐相惜　冰心牽塞外　同夢同悲
- 第廿九回　隱患潛埋　野心圖霸主　伏兵突發　浮海走英豪
- 第三十回　虎帳盜符　軍中傷慘變　征鞍解劍　道上贈嘉言
- 第卅一回　生死難猜　女兒情曲折　是非莫辨　公子意迷離
- 第卅二回　血雨腥風　魔岩聞惡訊　刀光劍影　禁苑陷重圍
- 第卅三回　策獻筵前　丹心圖報國　火焚大內　異士救英雄
- 第卅四回　世亂見人心　來尋俠跡　疾風知勁草　獨守危城
- 第卅五回　箕豆竟相煎　龍頭變節　風雲驚變幻　公子多情
- 第卅六回　雲破月明　江湖留劍影　水流花謝　各自了情緣

## 參看
- 武俠小說